# Fotij I.
Fotij I. (grško Φώτιος, Phōtios), črkovan tudi kot Focij ali Photios, Photius ali Fotios, je bil ekumenski patriarh Konstantinopla 858−867 in 877−886. Vzhodne pravoslavne cerkve ga častijo kot Sv.  Fotija Velikega. *810; †893.
Fotij na splošno velja za enega najmočnejših in najvplivnejših patriarhov po  Janezu Zlatoustu, in za najpomembnejšega intelektualca svojega časa, za  »svetilnik prosvetljenstva v devetem stoletju«. Bil je osrednja osebnost tako v pokristjanjenju Slovanov kot v Fotijevi shizmi.
Fotij je bil visoko izobražen človek iz ene od plemiških carigrajskih družin. Fotijev prastric je bil nekdanji patriarh, Tarazij. Namenjeno mu je bilo življenje meniha, vendar se je namesto tega odločil, da bo učenjak in državnik. Leta 858 je cesar Mihael III. (vl. 842–867) odstavil Ignacija in imenoval še neposvečenega Fotija na njegovo mesto. V sporih za prevlado med papežem in bizantinskim cesarjem je Ignacij kasneje bil ponovno ustoličen. Fotij je na ukaz bizantinskega cesarja po smrti Ignacija (877) to mesto ponovno zasedel. Novi papež  Janez VIII. je ponovno ustoličenje  Fotija odobril. Za rimokatoliško cerkev je četrti carigrajski koncil (rimskokatoliški), ki je Fotija izobčil, legitimen. Za vzhodno pravoslavje po drugi strani je legitimen drugi koncil, to je četrti carigrajski koncil (pravoslavni), ki je preklical sklepe prvega. Sporni ekumenski koncil pomeni konec enotnosti, ki je bila značilna za prvih sedem ekumenskih koncilov.

## Življenjepis

### Kulturno-zgodovinsko ozadje
Kljub navideznim razlikam v razlaganju krščanskih resnic se je med Vzhodom in Zahodom do 9. stoletja še ohranjala verska edinost. Toda navidezne razlike so postajale vedno ostrejše, odtujenost in medsebojno nerazumevanje je rastlo. Treba je bilo le še ponosnega in učenega moža, ki bi Grke opozoril na razlike in jim začel zahodno Cerkev opisovati kot krivoversko. Tak mož je bil Fotij, v katerem je bil utelešen grški kulturni ponos in zastopana grška učenost. Njegov ponos se ni hotel ukloniti Rimu, zato je vznemiril Vzhod in ga razvnel za boj proti zahodnim »krivovercem«. To se mu je posrečilo. 
Med Grki je že dolgo tlelo cerkveno nasprotje proti zahodu, a prej se ni še nikoli razvnelo s tolikim plamenom. Fotij je pa razvnel požar, ki je bil toliko nevarnejši, ker so se tudi neizobražene grške množice — kot potomci starih Grkov — zanimale za verske boje in se udeleževale dogmatičnih prepirov. Kakor ob Fotijevem času tako so tudi v poznejših stoletjih kulturne razlike, različen način mišljenja, medsebojno nerazumevanje in narodni predsodki pospeševali razkol in širili prepad med vzhodno in zahodno krščansko Cerkvijo. 
Zato imajo zgodovinarji - kot Duchesne, Urban, Hergenröther, Seppelt, Ehrhard, - kulturne razlike in pretirani grški narodni ponos za prvotni in poglavitni vzrok razkola. 

### Mladost in vzpon

#### Otroštvo
Fotij se je rodil v Carigradu okrog 810 . Njegov oče je bil poveljnik cesarske telesne straže (grško σπαθάριος spatharios) po imenu Sergej (Sergius). Simeon Magister pravi, da je bila njegova mati bivša nuna in da je bil nezakonski. Poroča tudi, da je sveti škof Mihael Sinadski že pred njegovim rojstvom napovedal, da bo postal patriarh, vendar da bo napravil toliko hudega, da bi bilo bolje, če bi se ne bil rodil. Njegov oče je želel nato ubiti otroka in mater, vendar mu je škof odsvetoval: »Ti ne moreš preprečiti Božjih določitev; skrbi sam zase.« Njegova mati je nato sanjala, da naj bi rodila demona. Ko se je rodil, ga je opat Maksiminskega samostana krstil in mu dal ime Fotij (Photios = Svetleči, tisti ki sveti), rekoč: »Morda se bo Božja jeza odvrnila od njega.« . Teh zgodb seveda ni treba jemati resno. 
Nedvomno je pripadal eni pomembnejših carigrajskih rodovin. Patriarh Tarazij (784-806), v čigar času je potekal sedmi vesoljni koncil (=Drugi nicejski, 787), je bil ali starejši brat ali stric njegovega očeta. Družina je bila strogo pravoverna in je veliko pretrpela med slikoborskim preganjanjem. Fotij pravi, da je v svoji mladosti čutil nagnjenje za meniško življenje , toda obetajoča kariera v svetu ga je kmalu premamila.

#### Izobrazba
Fotij je že zgodaj postavljal temelje tisti učenosti, zaradi katere je postal eden najbolj znanih učenjakov in znanstvenikov celega srednjega veka. Bil je izjemno nadarjen in silno delaven. Da je imel kakega pomembnejšega učitelja, Fotij ne omenja. Hergenröther vendarle ugotavlja, da je bilo v Carigradu v času, ko je bil Fotij otrok in mladenič, veliko dobrih učenjakov. Na to sklepa iz njegovega natančnega in urejenega znanja vsej znanstvenih vej, da si tega ni mogel prisvojiti le kot samouk . Celo njegovi sovražniki in nasprotniki so cenili njegovo znanje, Niketa, prijatelj in življenjepisec njegovega tekmeca Ignacija, hvali Fotijevo spretnost v slovnici, pesništvu, govorništvu, filozofiji, zdravilstvu, pravništvu, »in v vseh vedah« . Papež Nikolaj I., v vročici prepira, piše cesarju Mihaelu III.: »Razmislite zelo skrbno, kako lahko ostane Fotij, kljub svojim velikim čednostim in splošnemu znanju« . Nenavadno je, da tako učen človek ni znal nikoli latinsko. V mladosti je napravil prvi osnutek svojega enciklopedičnega »Myrobiblion«a. Že v zgodnji mladosti je prav tako začel predavati slovnico, filozofijo in bogoslovje v svoji hiši nenehno naraščajočemu številu učencev. 
Fotij je bil torej največji učenjak svojega časa in glavni zastopnik bizantinske kulture in bizantinskega ponosa. Njegova hiša je bila kakor neka akademija, v kateri so se zbirali vedoželjni Bizantinci. Svoje mnogoštevilne učence - tudi sv. Konstantin-Ciril je bil njegov učenec - je s svojo izredno učenostjo in spretnostjo tako očaral, da so mu bili popolnoma vdani. Sam je od njih zahteval in dobival pismene izjave vdanosti in zveste pokorščine; tako si je organiziral močno stranko najbolj izobraženih mož različnih stanov. Fotij je v svoji mladosti in zrelih letih priznaval papežev primat in si zelo prizadeval, da bi ga papež potrdil za carigrajskega patriarha. Ker tega ni dosegel, je zvezo z Rimom pretrgal.

## Carigrajski patriarh
Vedno bolj je v javnosti napredoval kot državnik, kakor tudi kot vojaški poveljnik. Njegov brat Sergej se je poročil z Ireno, cesarjevo teto. Ta povezava in njegova nedvomna zasluga sta priskrbeli Fotiju hitro napredovanje. Postal je prvi predsednik državne tajne službe (protosekretis) in poveljnik telesne straže (protospatharios). Bil je samski. Verjetno okrog 838 so ga poslali v poslanstvu »k Asircem« , k bagdadskemu kalifu. V letu 857 je bil Fotij že eden od najvidnejših članov carigrajskega sodišča. Cesar je bil Mihael III. (842-867), sin Teodore, ki je končno obnovila čaščenje svetih podob. Ko je nasledil svojega očeta Teofila (829-842), je bil star komaj tri leta; odrasel je v fanta, ki je znan v bizantinski zgodovini kot Mihael Pijanec. Teodora se je prvič odpovedala vladanju 856, in jo je nasledil njen brat Bardas, ki je z imenom Cezar  živel v razmerju s svojo pastorko Evdoksijo. Zato mu je patriarh Ignacij na Svete tri kralje leta 857 odrekel sveto obhajilo. Ignacija je bil odstavljen in izgnan 23. novembra 857 in Fotij je rade volje skočil na njegovo mesto. 
Pospešeno so mu podelili svete redove v šestih dneh. Da bi se vsilil na Ignacijev sedež, je odložil posvetno in vojaško obleko ter istega dne oblekel redovniško kuto; naslednjega dne je postal bralec, tretji dan subdiakon, četrti dan diakon, peti dan duhovnik, šesti dan pa škof in carigrajski patriarh 857. Na sam božični dan 25. decembra 857, je Gregor Azbestas (᾽Ασβεστα̑ς) posvetil Fotija za patriarha.
S tem dejanjem je Fotij napravil tri kazniva dejanja zoper kanonsko pravo: posvečen je bil za škofa brez predpisanih časovnih presledkov, posvetil ga je izobčeni posvečevalec in vsilil se je na že zasedeno mesto. Kdor se pusti posvetiti od izobčene osebe, ipso facto zapade izobčenju. Sirakuškega nadškofa Gregorja pa je izobčil leta 853 patriarh Ignacij zaradi nepokorščine. Gregor se je pozneje zaradi tega pritožil papežu Leonu IV. (847-855). 

### Ignacijeva »prostovoljna«odpoved in vrnitev
Fotij je bil carigrajski patriarh v dveh obdobjih; v njegovem – kakor tudi Ignacijevem primeru – je bizantinski cezaropapizem dosegel svoj vrhunec: bizantinski cesar je patriarhe in škofe postavljal in odstavljal po mili volji – odvisno od tega, kateri med cerkvenimi dostojanstveniki mu je bil bolj po volji in bolj v skladu z njegovimi političnimi načrti. 
Fotij je po značaju bil spreten, uglajen, bizantinsko zvit, s številnimi lastnostmi za vodilno osebnost. V verskem pogledu je bil prepričan vernik, seveda v bizantinskem pomenu, s »prožnejšim« pojmovanjem krščanstva, kar je samovoljnemu cesarju bolj ugajalo kot pa Ignacijeva strogost.  Ker se ni držal obljube, da bo Ignaciju priznal čast, ki mu gre, in da ga bo branil pred vsemi napadi, so privrženci Ignacija že dva meseca po izvolitvi od cesarja zahtevali, da pretrga vse stike s Fotijem. Bardas je nato poskrbel, da so Ignacija močno zastražili in selili iz kraja v kraj, da bi mu tako pretrgali vsake stike s privrženci. Leta 860 sta Fotij in cesar Mihael III. obvestila papeža Nikolaja o Ignacijevi odpovedi. Papež je poslal v Carigrad škofa, da bi preiskala celo zadevo. Fotij je 861 sklical sinodo v Carigradu, ki je v navzočnosti papeževih odposlancev in Ignacija obravnavala Ignacijevo odpoved. Odposlanca sta očitno prekršila svoja pooblastila in v papeževem imenu potrdila Ignacijevo odstavitev. Ignacij je ugovarjal njunemu ravnanju. 
Fotij je zbral točno 318 škofov, da bi pričaral sliko nicejskega vesoljnega cerkvenega zbora iz leta 325. Na zbor so iz pregnanstva pripeljali starca patriarha Ignacija. Spotoma so ga pljuvali in zaničevali. Ko so ga privedli na sejo, so mu dali – kot hlapcu – lesen stol in sicer na zadnjem mestu. »Ali je prišlo zame pismo od papeža?« je vprašal papeževa poslanca. Fotij je takoj skočil in mu zagrozil: »Kaj ti bo papež pisal? Ti nisi patriarh. Tebe je zbor odstavil s škofijskega sedeža.« Patriarh je poslanca pokaral: »Nista vredna, da bi bila papeška poslanca. Vidva bi morala odstaviti tega vsiljivca Fotija, ki mi je odvzel mojo patriarhijo.« Ta poslanca je pozneje papež resnično kaznoval, ker nista odstavila Fotija. Ignacija so sedaj nagovarjali cesar, škofje, cel zbor, naj se odpove svoje časti. Ni hotel. Naslednjega dne ni hotel na zbor: »Zahtevam papeža za sodnika,« je odgovarjal na vse pozive. Zopet so ga na silo privedli. Ko se je eden od škofov zavzel zanj, ga je dal cesar prebosti s sabljo.  Ignacija so obsodili kot vsiljenca. Oblekli so mu staro škofovsko obleko in jo z njega trgali, da bi ga tako »razškofili«. Nato so mu dali v podpis besedilo o njegovi prostovoljni odpovedi. Kljub temu, da so ga mučili, ni hotel podpisati. Po 15 dneh je stražar Teodor vzel njegovo roko in na silo napravil križ pod spis. Fotij pa je temu dodal lastnoročno: »Jaz, nevredni Ignacij, priznavam, da sem postal škof brez predhodnih volitev. Nisem vladal kot škof, ampak kot tiran.« Pustili so mu potem živeti v hiši, ki mu jo je zapustila mati. Tu je napisal poročilo in ga poslal papežu, ki je njegovo pismo dobil.

### Fotijev prvi razkol
Nikolaj I. je zahteval nove dokaze v korist odstavitvi patriarha Ignacija, čemur pa Fotij ni hotel ugoditi. Ko je prišel v Rim opat Teognost in poročal o dogodkih papežu, je 863 sklical sinodo, na kateri je obsodil postopek svojih odposlancev, Ko so torej propadli poskusi, da bi se Ignacij odpovedal svojemu sedežu, je poskušal cesar doseči pri papežu Nikolaju I. (858-867) Fotijevo priznanje s pismom, ki je sicer potvarjalo  dejstva; vendar je obenem prosil, naj pridejo poslanci na sinodo. Fotij je tudi pisal z istim namenom.
Papež je poslal dva poslanca, Rodoalda iz Portoja in Zaharija iz Anagnija s tozadevnimi pismi. Poslanca naj bi poslušala obe strani in mu poročala. Sinoda je potekala v cerkvi Hagija Sofija maja 861. Poslanca sta se z Ignacijevo odstavitvijo in s Fotijevim nasledstvom strinjala. V Rim sta se vrnila z nadaljnjimi pismi, in cesar je poslal svojega državnega tajnika Leona za njimi z več razlagami . V vseh teh pismih sta tako cesar kot Fotij izrecno priznavala prvenstvo rimskega papeža in se odločno sklicevala na papeževo oblast in jurisdikcijo, da potrjuje škofe in patriarhe. Medtem je tudi Ignacij, ki je bil izgnan na otok Terebint, poslal svojega prijatelja arhimandrita Teognosta v Rim z nujnim pismom, kjer je razložil svoj položaj . Nikolaj je potem, ko je slišal obe strani, odločil v korist Ignaciju. Fotija izobčil in Ignacija razglasil za zakonitega patriarha. Nikolaj I. je o svoji odločitvi obvestil cesarja Mihaela III. in vzhodne patriarhe; cesar je papeževo razsodbo zavrnil in v ostrem pismu obsodil. 
Papež je na pismi Mihaela in Fotija odgovoril in pri tem vztrajal, da morata Ignacija vrniti nazaj in da mora prenehati zasedba njegovega sedeža . Pisal je v istem smislu drugim vzhodnim patriarhom . Od te zahteve Rim ni nikoli odstopil: to je bil neposreden povod za razkol. 863 je papež sklical sinodo v Lateranu, kamor je poklical svoja odposlanca, ju razrešil in izobčil. Sinoda je ponovila Nikolajevo odločitev, da je Ignacij zakonit carigrajski patriarh; Fotij bo izobčen, če se ne bo odpovedal ugrabljenega sedeža. 
Toda Fotij je imel na svoji strani in cesarja in dvor. Namesto da bi ubogal papeža, na katerega se je v svojih pismih stalno skliceval, je sedaj, ko papež ni odločil po njegovih pričakovanjih, sklenil, da bo povsem zanikal njegovo oblast.  Ignacija je poslal vklenjenega v ječo, papeževih pisem pa ni dovolil niti objaviti. Cesar je poslal oster odgovor, ki ga je narekoval Fotij, z naslednjo vsebino: »Papež naj se lepo pomiri z dejstvi, da je novi patriarh Fotij, saj ne bo mogel nikakor pomagati Ignaciju, kajti vsi vzhodni patriarhi so na Fotijevi strani; papež mora nadalje pojasniti izobčitev poslancev; če ne bo spremenil svojega stališča, bo cesar Mihael prišel nad Rim z vojsko in ga kaznoval.« 
Fotij je potem sedež nemoteno ohranil štiri leta dolgo.  867 je šel še dlje: izobčil je papeža in njegove Latince. Razlogi, ki jih za to navaja v okrožnici, poslani vzhodnim patriarhom, so naslednji: da Latinci 
1. se postijo na soboto
2. prvi teden štiridesetdnevnega posta jedo jajca, mleko in sir
3. ne dovolijo duhovnikom poroke
4. ne dovolijo duhovnikom podeljevanja birme
5. so dodali Filioque v veroizpoved.

Zaradi teh očitanih prekrškov je papeža in vse Latince imenoval, češ da so »predhodniki odpadništva, podložniki Antikrista ter da si zaslužijo tisoč smrti, ker so lažnivci in borci zoper Boga« . Seveda niso vsi patriarhi z obsodbo soglašali. Poslanci melkitskih patriarhov so pozneje na Osmem vesoljnem koncilu prek svojih poslancev izjavili, da dotlej zoper Fotija niso izrekli nobene obsodbe, saj je že papeževa bila  zadosti jasna. 

#### Kratko premirje
Medtem pa je v Carigradu prišlo do velikih sprememb. Bazilij Makedonec je 866 odstranil Bardasa, 23. septembra 867 pa je umoril tudi cesarja Mihaela in se polastil prestola. Skušal si je pridobiti naklonjenost ljudstva in papeža. Fotija je doletela usoda vseh Mihaelovih prijateljev. Bil je pregnan s sedeža in iz patriarhijske palače. 23. novembra 867 so Ignacija spet ustoličili za patriarha. Nikolaj I. je umrl 13. novembra 867. Njegov naslednik Hadrijan II. (867-872) je odgovoril Ignacijevi in cesarjevi zahtevi po odposlancih. Prisostvovali naj bi koncilu, ki bo preiskal celotno zadevo. Papež je na rimski sinodi leta 869 Fotija in njegove sinode  spet obsodil in  v Carigrad poslal odposlance. To so bili ostijski škof Donat, nepijski škof Štefan in diakon Marin. V Carigrad so prispeli septembra 869, v oktobru pa se je začel koncil, ki ga katoliška Cerkev priznava za Osmi vesoljni koncil – za Četrti carigrajski koncil. Na zboru so obravnavali Fotija, potrdili njegovo odstavitev in ga, ko je odklonil, da bi preklical svoje očitke na račun zahodne Cerkve, izobčili.  Škofje njegove stranke so prejeli le lahko pokoro . Fotija so pregnali v samostan na otoku Stenos v Bosporu. Tukaj je preživel sedem let, pisal pisma svojim prijateljem, se ukvarjal s svojo stranko in čakal na naslednjo priložnost. V tem času je Ignacij vladal kot patriarh. Fotij je medtem izražal občudovanje do cesarja in mu je poslal namišljeni rodovnik, ki je kazal njegov izhod od Gregorja Razsvetitelja in umetniško skovane prerokbe, ki so napovedovale cesarjevo veličino.  Ne brez uspeha: Baziliju je to tako laskalo, da ga je poklical nazaj 876 in ga postavil za vzgojitelja svojega sina Konstantina. Fotij se mu je še naprej prilizoval ter se tudi spravil z Ignacijem. Vprašanje je sicer, koliko je to bilo odkritosrčno, vendar je sedaj Fotij postal močno priljubljen. Ignacij je 23. oktobra 877 umrl in Fotijeva močna stranka zahtevala, naj ga nasledi; cesar je bil sedaj popolnoma na njegovi strani in je v Rim odšlo odposlanstvo z razlago, da vsakdo v Carigradu želi Fotija za patriarha. Papež Janez VIII.  (872-882) je soglašal, ga odvezal od vseh cenzur, in ga priznal za patriarha.
Ne samo Fotij in cesar, temveč tudi Ignacij je prišel navzkriž s papežem Janezom VIII. zaradi sodne oblasti nad Bolgarijo. Področje Vzhodnega Ilirika (Srbija in Bolgarija) je spadalo pod Solunski eksarhat in kot tako pod rimski patriarhat. To področje pa so bizantinski cesarji že prej podredili carigrajskemu patriarhatu in je zaradi tega prišlo do hudih trenj med patriarhatoma. Kljub nesporazumom pa je Ignacij vse do smrti ostal povezan z Rimom. Ko je Bazilij I. poklical Fotija iz pregnanstva in ga imenoval za vzgojitelja svojih sinov, se je Ignacij spravil z njim. Poslal je odposlanstvo v Rim s prošnjo, naj pošlje odposlance na novi koncil, ki naj bi potrdil premirje. Ko so poslanci prišli v Carigrad, je pa bil Ignacij že mrtev. Fotij pa je celo zadevo obrnil sebi v korist.

### Fotijev drugi razkol
Ko je torej leta 878 Fotij končno zakonito zasedel sedež, ki ga je bil ugrabil, ga je Rim priznal in obnovil stike z njim. Za nov prepir torej ni bilo razloga. Fotij pa se je poistovetil z močno proti-rimsko stranko – ki je bila njegovo delo –, ki je izrazito sovražila Rim in Zahod in ki mu je omogočila, da se je ponovno, še z večjo zagrenjenostjo in zagnanostjo, lotil starega prepira. Kljub temu je prosil Rim, da pošlje poslance na novo sinodo. Za sinodo sicer ni  bilo pravega razloga, uspel pa je prepričati Janeza VIII., da bo odpravila zadnje ostanke razkola in utrdila krščansko enotnost med Vzhodom in Zahodom. V resnici pa je hotel odpraviti posledice koncila, ki ga je sramotno odstavil. Papež mu je poslal tri odposlance, kardinala Petra od Janeza Zlatousta, ankonskega škofa Pavla in ostijskega škofa Evgena. Sinodo so odprli v Sveti Sofiji novembra 879. Na Zahodu jo imenujejo »Pseudosynodus Photiana« (Lažna Fotijeva sinoda), pravoslavje pa jo šteje za Četrti carigrajski koncil. Fotiju je vse šlo na roko. Preklical je odloke koncila iz 869, ponovil vse svoje obtožbe zoper Latince, osredotočil pa se je zlasti na dodatek Filioque; izobčil je tudi vse, ki karkoli dodajajo veroizpovedi, in razglasil, da bo Bolgarija pripadala Bizantinskemu patriarhatu. Da je velika večina navzočih podprla te odloke, kaže, kako močna je postala Fotijeva stranka na Vzhodu. Poslanci, podobno kot njihovi predhodniki 861, so soglašali z vsem, kar je želela večina . Kakor hitro so se vrnili v Rim, je poslal Fotij odloke papežu v potrditev. Namesto tega ga je papež Janez seveda zopet izobčil. Tako je razkol znova izbruhnil. Tokrat je trajal sedem let, do Bazilijeve smrti 886. 

#### Fotijev padec in odprava razkola
Bazilija je nasledil njegov sin Leon VI. (886-912). Eno od njegovih prvih dejanj je bilo, da je Fotija obtožil veleizdaje, odstavil in 886 pregnal. Zgodba njegove druge odstavitve in pregnanstva je zavita v temo. 
Obtožba je bil v tem, češ da je Fotij želel odstaviti cesarja in postaviti na njegovo mesto na prestol svojega lastnega sorodnika. Ko je postavil Leon svojega mlajšega brata Štefana za patriarha (886-893), so to nekateri razumeli tako, da se je pač hotel odkrižati tekmeca Fotija, ker je želel prostor za svojega brata. Štefanov vdor je pomenil vrsto prekrškov zoper kanonsko prava in je bil prav takšen kot Fotijev 857; tako je Rim seveda zopet zavrnil njegovo priznanje. Šele pod njegovim naslednikom Antonom II. (893-895) je potekala sinoda, ki je obnovila enotnost za poldrugo stoletje, vse do časa [[Mihael Kerularij|Mihaela Kerularija . Toda Fotij je zapustil močno proti-rimsko stranko, ki si je želela zavračanja papeškega prvenstva in je bila pripravljena na nov razkol. K tej stranki je pripadal tudi Kerularij (Caerularius), pod katerim je Carigrad pripeljal razkol do konca; zato Fotija po pravici imamo za začetnika razkola, ki še danes traja. Po tej drugi odstavitvi je Fotij nenadoma izginil iz zgodovine. Niti ni prav znano, v katerem samostanu je preživel zadnja leta. Med mnogimi njegovimi pismi ni niti enega, ki bi ga lahko za gotovo postavili v to drugo obdobje izgnanstva. Kot dan njegove smrti – o letu se vsi zgodovinarji ne strinjajo – na splošno omenjajo 6. februar 897. 

## Dela
Fotijeva posvetna književnost se je izgubila. Tisto, kar je ostalo, ima velike zasluge, da so ostali zadnji ostanki prejšnjih grških del, o katerih sicer ne vemo ničesar. To velja zlasti za »Myriobiblion«. 
1. »Miriobiblion« ali »Knjižnica« je zbirka opisov knjig, ki jih je prebral, z omembami in včasih prepisi izvlečkov. Vsebuje 280 takih zabeležk o knjigah o vse mogočih področjih: teologiji, modroslovju, govorništvu, fiziki, medicini, ki pa niso urejene po vrsti.
2. »Leksikon« (Lexeon synagoge) so verjetno so najbrž povzeli po večini njegovi slušatelji pod njegovim vodstvom iz starejših grških besednjakov (Pausanias, Harpokration, Diogenianos, Ælius Dionysius). Rabil je kot pomoč pri branju grških klasikov, Septuaginte in nove zaveze.
3. »Amphilochia« so posvečena enemu od njegovih priljubljenih učencev Amfilohiju Ciziškemu (Amphilochius of Cyzicus). Odgovarjajo na težja svetopisemska, modroslovna in bogoslovna vprašanja in so napisana med njegovim prvim izgnanstvom (867-877). Obdelanih je 324 vprašanj z odgovori in ustreznimi razlagami.
4. Svetopisemske razlage - ohranjeni so le ostanki.
5. Kanonsko pravo. Klasični »Nomocanon« pripisujejo sicer Fotiju, vendar je starejšega izvora. V svojih knjigah obravnava odgovore na razna pravna vprašanja.
6. Homilije. Hergenröther omenja 22 Fotijevih govorov. Od the sta bila natisnjena takrat le dva [46], eden ob Rojstvu Blažene Device Marije in eden ob posvetitvi nove cerkve, za časa njegovega drugega patriarhata. Pozneje je objavljeno še 83 različnih homilij z raznovrstno tematiko.
7. Dogmatična in polemična dela. Mnoga teh del so proti-katoliške polemike, ki so jih napisali veliko pozneje razni pravoslavni polemični teologi. Najpomembnejše delo je »Teološka razlaga o Svetem Duhu« [47], ki skuša na temelju Jn 15,26 razložiti izhajanje Svetega Duha od Očeta: »Ko pa pride Tolažnik, ki vam ga bom poslal od Očeta, Duh resnice, ki izhaja od Očeta, bo on pričeval o meni.« Poznejši prirejevalci so iz naslednjega dela napravili bojno orožje zoper katoličane: »Zoper tiste, ki pravijo, da ima Rim prvenstvo«. Apologetičen je tudi spis zoper manihejce v štirih knjigah [48]. Pripisujejo mu tudi delo »Zoper Franke in druge Latince«, ki pa je poznejšega izvora. [49].
8. Pisma. [50] Objavljenih je 193 pisem v treh knjigah; obsegajo vsa obdobja njegovega življenja in so pomembna za njegov življenjepis in takratno zgodovino. [51]

## Smrt in čaščenje
Po Ignacijevi smrti se je torej Fotij znašel na prestolu, s katerega je bil poprej tako sramotno pregnan. Naslednji cesar pa mu ni bil naklonjen; ne le, da ga je poslal v izgnanstvo, ampak ga je dal zopet zapreti v samostan, kjer pa ni prenehal z blatenjema rimskokatoliške cerkve. Zato ga je cesar Leon IV. dal oslepiti; kljub temu svojega mnenja ni spremenil in je nespokorjen umrl 892. 
Fotij je bil carigrajski patriarh dvakrat: obakrat ga je postavil in odstavil cesar. Kljub temu, da je dvakrat v prepiru in za več let pretrgal povezanost z Rimom – je živel v krščanski edinosti ne le z Janezom VIII., ampak tudi s Hadrijanom III. in Štefanom V. leta 886.
Umrl pa je (po mnenju nekaterih zgodovinarjev) – spravljen z Rimom –  kot arhimandrit v samostanu v Armeniji 6. februarja 897. Datum smrti je zanesljiv, letnico pa navajajo različno: 891, 892, 893, 897. Pokopan je v samostanu svetega Jeremija. Nekateri zgodovinarji menijo, da so pozneje njegovo truplo prenesli v Carigrad.
V pravoslavnih Cerkvah ga častijo kot svetnika in je njegov god na njegov smrtni dan, 6. februarja. 

### Ocena
- Nekateri zgodovinarji menijo, da se je Ignacij prostovoljno odpovedal službi, drugi pa, da je bil nasilno odstavljen; govorijo torej o »odpovedi«, »odstavitvi«, ali pa o obojem hkrati.[32] Drugi zopet menijo, da papež ni imel prave slike o dogodkih v zvezi s patriarhom Ignacijem in Fotijem. [55]

- Glede sodne oblasti nad Bolgarijo se na cesarjevo stran – to je proti papežu – ni postavil samo Fotij, temveč tudi Ignacij, četudi je šlo za področje, ki je prej kot del Solunskega eksarhata spadalo pod Rim. Razmere so se zapletale in Fotij je to spretno izkoristil.
- V VIII. in IX. stoletju so se zgodile važne svetovnopolitične spremembe, ki so še povečale prepad med vzhodom in zahodom. Ugled in vpliv bizantinskih cesarjev je v Italiji zelo upadel. Papeži so morali iskati zaščito pri frankovskih kraljih. Leta 800 je Karla Velikega v Rimu papež razglasil in kronal za rimskega cesarja. Bizantinski cesar ni bil več edini krščanski cesar. Umevno je, da so bili Bizantinci presenečeni in nejevoljni. Njihovo svetovno kulturno in državno gospostvo je bilo uničeno, njihova neodvisnost v nevarnosti. 866 je nastal še boj za cerkveno nadoblast nad Bolgarijo.  Nekateri zgodovinarji mislijo, da bi se bil papež Nikolaj  lahko izognil prepiru zaradi Bolgarije; tako bi bil dobri stvari in ugledu rimske stolice več koristil.[56][57]

- Pozitivna plat njegovega značaja Nedvomno je bil Fotij eden od največjih mož srednjega veka, eden od najpomembnejših osebnosti v cerkveni zgodovini. Njegov usodni prepir z Rimom, čeprav najbolj znan, je bil tudi posledica njegove mnogovrstne dejavnosti. Ko se je bojeval zoper Latince, se je obenem pogajal z muslimanskim kalifom za zaščito kristjanov pod muslimansko vladavino in za skrb nad svetimi kraji; obenem je vodil razpravljanja zoper vzhodne krivoverce: Armence, Pavlicijane itd. Njegova vnema za pisanje ni nikoli popustila. Ob vseh svojih skrbeh je našel čas za pisanje dogmatičnih spisov, svetopisemske kritike, kanonskega prava, pridig, vsakovrstnih enciklopedij in spisov o tekočih vprašanjih. Če ne bi bil pustil za seboj svojega strahovitega razkola, bi ga mogli prištevati k zadnjemu, in sicer enemu od največjih grških cerkvenih očetov. Niti senca suma ne pada na njegovo zasebno življenje. Svoja izgnanstva in druge nadloge je prenašal možato in dobro. Nikoli ni obupal in leta stiske je preživljal z delom za svojo stranko, v pisanju pisem in spodbujanju svojih starih prijateljev ter v pridobivanju novih.
- Negativna plat  Njegova nenasitna častihlepnost, njegova odločnost, da  za vsako ceno osvoji in obdrži patriarhijski sedež, ga je vodila do skrajno nepoštenih potez. Da je bil Ignacij zakonit patriarh,  Fotij pa vsiljenec, lahko zanika samo nekdo, za katerega je Cerkev zgolj sužnja civilne oblasti. V času, ko je odrekel svojo pokorščino papežu, je narekoval cesarju predrzna pisma, ki zanikajo sleherno papeževo pristojnost – ki jo je še malo prej priznaval. Potvarjal je okoliščine glede Ignacija in sodeloval pri Ignacijevem trpinčenju in izgonu. Odkrito in brez zadržkov je razglasil svojo popolno podrejenost državi. V vojni proti Latincem ga ni ustavilo ničesar. Drzno je kopičil lažne obtožbe proti dejstvom, ki niso bile herezija, ampak le zakonite razlike. Njegova predrznost je s tega vidika skoraj neverjetna. Na primer: zoper Rim je stalno poudarjal dejstvo, da je bil papež Marin  (882-884) – naslednik Janeza VIII. – prestavljen iz drugega škofijskega sedeža, namesto da bi bil izbran izmed rimske duhovščine. Ta imenovanja označuje kot kruto kršitev kanonskega prava, pri čemer citira prvi in drugi kanon sinode iz  Sardike; sam pa je pri tem v svojem patriarhatu ves čas prestavljal škofe. Lahko torej rečemo, da je Fotij bil velik človek z velikim značajskim madežem – z njegovo nenasitno in brezvestno častihlepnostjo.[22]